# 马图拉
马图拉，又譯為馬土臘，古译名为秣菟羅、摩偷羅，印度北方邦境内的一座古城，曾经是印度列国时代苏罗娑的首都。位于阿格拉以北50公里，德里以南150公里处。该城是北方邦下辖的馬圖拉縣的行政中心。印度教徒相信马图拉城是广受崇拜的大神黑天的出生地，因此马图拉是印度教的一座圣城。史诗《摩诃婆罗多》的附篇《诃利世系》（以及薄伽梵往世书）中提到，马图拉是残暴的刚沙王统治的城市，而黑天的母亲提婆吉是刚沙王的堂妹。黑天出生后险些被刚沙王杀害，由于被其父秘密交给一对牧民夫妇抚养才幸免于难。
马图拉是大月氏人建立的贵霜帝国的新首都。贵霜人先在巴基斯坦的白沙瓦建立了他们的第一个首都，然后以此为基地，攻占了印度的北边，垄断了印度的香料之路而逐渐富裕强大。在色伽王时代，为进一步控制印度的财富和统治这个强大的国家，色伽王迁都到马图拉。
马图拉也以其著名的佛教艺术而闻名于世。马图拉与犍陀罗（印度西北部古国，今分属巴基斯坦与阿富汗）是印度最早的两个佛陀雕像制作中心。但两地的风格截然不同，犍陀罗艺术体现出强烈的希腊因素影响，而马图拉艺术则来自印度原有的风格。
在加茲尼的马哈茂德入侵期间，马图拉由于神庙密布、财宝众多而受到穆斯林军队的彻底洗劫。马茂德掠夺这座城市长达20天，毁灭了城里的所有印度教和佛教庙宇。
古希腊文献中提到的梅土拉（希臘語：Μέθορα），一般被认为就是指马图拉。